# Autocar U-7144T

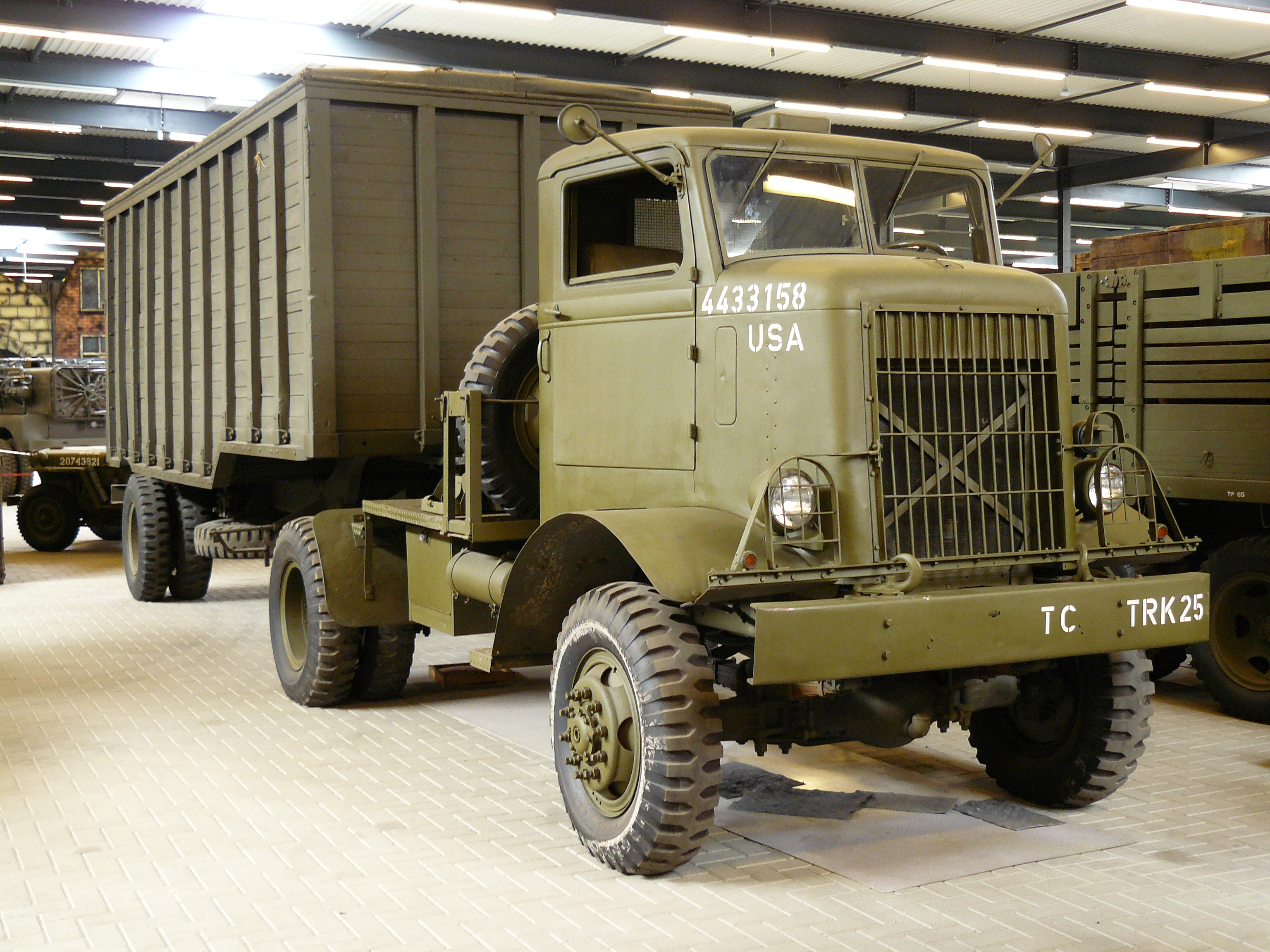
Autocar U-7144T met gesloten cabine

De Autocar U-7144T was een trekker ontwikkeld tijdens de Tweede Wereldoorlog voor het Amerikaanse leger. De officiële benaming voor het voertuig was Autocar U-7144T Tractor, 4-5 ton, 4x4. De Amerikaanse vrachtwagenfabrikant Autocar Company heeft ongeveer 11.000 voertuigen van dit type gebouwd in de jaren 1941-1945.

## Algemene beschrijving
Het voertuig was bedoeld voor het trekken van aanhangwagens. De trekker was voorzien van een Hercules 6-cilinders in lijn benzinemotor. Op alle vier de wielen was aandrijving mogelijk (4x4). De Autocar had een frontstuurcabine en er waren versies met een gesloten en open cabine.

## Technische gegevens[1]
Motor:
- Merk: Hercules Motors Corporation
- Type: RXC, zescilinders in lijn, 4 takt, zij- en kopklep, vloeistof gekoeld
- Brandstof: benzine
- Vermogen: 112 pk bij 2.300 toeren per minuut
- Cilinderinhoud: 529 kubieke inch / 8,7 liter

Afmetingen en gewichten:
- Hoogte gemeten bij cabine: 112,75 inch / 2,85 meter
- Lengte: 203,5 inch / 5,15 meter
- Breedte: 95 inch / 2,35 meter
- Eigen gewicht: 12.400 lb / 5,6 ton
- Maximaal aanhanggewicht: 30.000 lb / 13,6 ton
- Inhoud benzinetank: 60 gallons / 227 liter
- Maximaal bereik: 180 miles / 290 kilometer
- Maximale snelheid: 41 miles per uur / 65 km/h

## Andere fabrikanten
Twee vergelijkbare voertuigen werden ook geproduceerd door vrachtwagenfabrikanten White (444T) en Federal (94x43). White heeft ongeveer 2750 exemplaren gebouwd en Federal ruim 8000. Alle wagens hadden dezelfde Hercules motor als krachtbron en een maximale aanhanglast van 30.000 lb ofwel zo'n 14 ton.

## In dienst
Het voertuig kwam pas aan het einde van de Tweede Wereldoorlog in gebruik bij het Amerikaanse leger. De grote afstand tussen de havens aan de Atlantische kust en de naar Duitsland vechtende legers maakte de behoefte aan vrachtwagens met een groot laadvermogen noodzakelijk voor de aanvoer van essentieel militair materieel. De laadcapaciteit van een Autocar met oplegger was gelijk aan vier GMC CCKWs, de standaard militaire vrachtwagen met een laadvermogen van 2,5 ton.
In het begin van de jaren vijftig werd de Autocar ook gebruikt door de Koninklijke Landmacht. Het voertuig werd vooral gebruikt bij de Af- en Aanvoertroepen (AAT) en de zwaretransportcompagnieën. Vanaf 1955 werd de Autocar vervangen door DAF trekkers van het type YT-1527L32 (4x2) en de YT-514 (4x4).